# تل العزيزيات

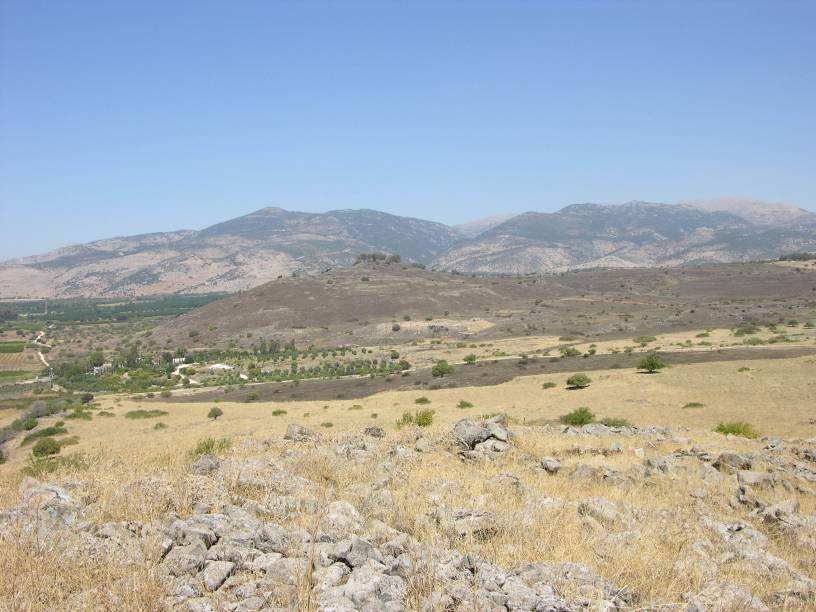
تل العزيزيات

تل العزيزيات (بالعبرية: תל עזזיאת‏) جبل بركاني يقع في هضبة الجولان في سوريا ويبلغ ارتفاعه 330 متر (1,080 قدم).